# No puedo estar sin él

No puedo estar sin él es el sexto álbum de estudio de Camela, fue lanzado en 1999 en España. A pesar de que el grupo ya no estaba en la compañía, se decidió editar este álbum con temas no utilizados anteriormente, pero cuyos derechos pertenecían a Producciones AR.

## Pistas
| No puedo estar sin él |                         |                           |          |  |
| N.º                   | Título                  | Escritor(es)              | Duración |  |
| 1.                    | «No puedo estar sin él» | Miguel A. Cabrera Jiménez | 3:50     |  |
| 2.                    | «Solo es amor»          | Miguel A. Cabrera Jiménez | 3:37     |  |
| 3.                    | «Dime porqué»           | Miguel A. Cabrera Jiménez | 3:36     |  |
| 4.                    | «Por tu amor»           | Miguel A. Cabrera Jiménez | 3:39     |  |
| 5.                    | «No quiero perderte»    | Miguel A. Cabrera Jiménez | 4:13     |  |
| 6.                    | «Dame tus besos»        | Javier Labandón Pérez     | 3:37     |  |
| 7.                    | «Canta mi corazón»      | Javier Labandón Pérez     | 3:54     |  |
| 8.                    | «Niña enamorada»        | Dionisio Martín Lobato    | 3:34     |  |
| 9.                    | «Cartas de un extraño»  | Miguel A. Cabrera Jiménez | 3:22     |  |
| 10.                   | «Solo me das pena»      | Miguel A. Cabrera Jiménez | 4:11     |  |
| 37:00                 |                         |                           |          |  |

## Posicionamiento
| Lista  | Proveedor  | Posición | Certificación | Ventas   |
| ------ | ---------- | -------- | ------------- | -------- |
| España | Promusicae | 3        | 3x Platino    | 300 000+ |

### Anuales
| País   | Asociación | Lista          | Posición anual | Ref.  |
| España | Promusicae | Top 50 Álbumes | 1999: 19       | [ 1 ] |